# أناكسيماندر

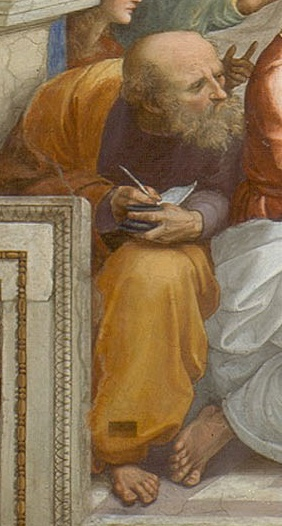
آناكسيماندر، تفصيل من لوحة مدرسة أثينة لـرافاييل

أناكسيماندر (باليونانية : Ἀναξίμανδρος) ـ(610 ق.م, 546 ق.م). كان من فلاسفة ما قبل سقراط وعاش في ميليتوس. إحدى مدن أيونيا. انتمى إلى المدرسة الميليسية وتلقّى تعاليم أستاذه طاليس. وخلّفه وأصبح الأستاذ الثاني لهذه المدرسة حيث جعل أناكسيمنس وفيثاغورس من تلامذته.
القليل من كتاباته وحياته معروف اليوم. ووفقاً للوثائق التاريخية المتاحة. فإنه أول فيلسوف يدوّن فلسفته. بالرغم من أن مسودة واحدة فقط من أعماله هي التي نجت.
أناكسيماندر كان من أوائل الفلاسفة الإغريق الذين ظهروا في بداية العصر المحوري، الفترة من 700 ق.م إلى 200 ق.م حين ظهر كذلك مفكرون ثوريون في الصين، الهند، إيران ،الشرق الأدنى واليونان القديمة. كان نصيراً مبكراّ للعلم وحاول ملاحظة وشرح جوانب الكون المختلفة. مع اهتمام خاص بأصولها، حيث قال أن الطبيعة تحكمها القوانين. تماماً مثل المجتمعات البشرية. وأن أي شيء يهدد توازنها لا يدوم طويلاً. في مجال الفلك، حاول وصف علاقات الأجرام السماوية بالأرض. في الفيزياء، أقر بأن اللانهائي هو أصل كل الأشياء. ومعرفته بالهندسة أتاحت له أن يقدم المزولة لأول مرة إلى العالم الإغريقي. وصنع خريطة للعالم تتفق إلى حد كبير مع المقاييس الجغرافية المتقدمة. كما كان منخرطاً في الميدان السياسي لمدينة ميليتوس وأُرسل كحاكم إلى أحد مستعمراتها.
وبإعلانه أن القوى الفيزيائية وليست القوى الخارقة هي التي تصنع النظام في الطبيعة. يعتبر أناكسيماندر من ضمن أوائل العلماء. كما يعتبر ضمن أول من استخدم التجريب العلمي.

## سيرة ذاتية
أناكسيماندر، ابن براكيادس. وُلد في ميليتوس خلال العام الثالث من الأولمبياد الثانية والأربعين (610 ق.م). وفقاً لأبولودوروس. كان أناكسيماندر في الرابعة والستين خلال السنة الثانية من الأولمبياد الخامسة والثمانين. (547-546 ق.م). ومات بعدها بوقت قصير. وضع خط زمني لأعماله يعد مستحيلاً الآن. حيث لا توجد وثائق تقدم معلومات زمنية. ثيميستيوس، خطابي بيزنطي من القرن الرابع، يشير إلى أن أناكسيماندر كان أول اغريقي معروف ينشر عملاً عن الطبيعة. لهذا تكون نصوصه أول ما كُتب من النثر. على الأقل في العالم الغربي. مع مجيء زمن أفلاطون وأرسطو. أعماله كانت قد نسيت تقريباً.خليفته ثيوفراستوس هو من نقل لنا المعلومات الشحيحة التي بقت. لكننا نعلم من أرسطو أن طاليس الذي كان أيضاً من ميليتوس يسبق أناكسيماندر. ويثور جدل إن كان طاليس هو أستاذ أناكسيماندر فعلاً لكن لا شك أن الأخير قد تأثر بنظرية الأول عن الماء. (كل شيء بطريقة أو بأخرى مشتق من الماء). ولكن الشيء المتفق عليه أن أناكسيماندر كان ينتمي إلى المدرسة المونية التي بدأت بطاليس في ميليتوس مروراً بأناكسيماندر وانتهت بأناكزيمينيس. الخطابي الروماني آيليانس يصوّره كحاكم لمستعمرة ميليسية على ساحل البحر الأسود. يُذكر أن الأطفال كانوا يسخرون من غناء أناكسيماندر، وقال الأخير أن عليه أن يتعلم الغناء بشكل أفضل لأجلهم.

## نظرياته

### اللانهائي
يرجع أول استخدام لكلمة (لانهائي / ἄπειρον) إلى أناكسيماندر. وكان أول من يوظّف كلمة (أصل الأشياء \ἀρχή) في سياق فلسفي. وبالنسبة له كانت مجرد نقطة زمنية. وأصل ينشأ عنه أي شيء آخر قد يكون. أرسطو يذكر في كتاب الميتافيزيقا أن فلاسفة ما قبل سقراط كانوا يبحثون عن العنصر الذي يدخل في تكوين كل الأشياء. بينما يقول طاليس أنه الماء ويقول أناكزيمينيس أنه الهواء، فإن أناكسيماندر فهم أن البداية كانت كتلة لانهائية وغير محدودة. لم تكن تخضع للتقادم أو التلاشي والتي حوت عناصر أولية اشتُق منها كل شيء نراه الآن. وقد وضع هذه النظرية كرد على نظرية أستاذه طاليس بشأن أن الماء هو أصل الأشياء.
بالنسبة لأناكسيماندر، فإن هذا العنصر الأصيل لا يمكن تحديده مثل الماء في نظرية طاليس، وليس شيئاً وسطاً بين الماء والهواء، أو الهواء والنار، هو أغلظ من الهواء والنار وأكثر ثباتاً من الماء والأرض، حيث يدعي أناكسيماندر أن الماء لا يستطيع أن يضم كل التناقضات الموجودة في الطبيعة. مثلاً: الماء يكون سائلاً فحسب ولا يمكن له أن يصبح جافاً. هكذا فلا يمكن له أن يكون المادة الأولية. ولا أي من هذه العناصر الأخرى المذكورة. ويعتقد أن اللانهائي هو مادة تستطيع أن تضم كل تلك التناقضات بالرغم من أنها مجهولة كلياً بالنسبة لنا.
يشرح أناكسيماندر كيف تكونت العناصر الأربعة للفيزياء القديمة (الماء، الأرض، الهواء، النار)، وكيف تكونت الأرض وكائناتها من خلال تفاعلاتهم معاً. ويعتقد بأن الكون نشأ نتيجة لانفصال كل التناقضات التي يحويها العنصر الأول عن بعضها البعض. وأن كل الأشياء الميتة تعود إلى ذلك العنصر الذي أتت منه (اللانهائي).

## العلوم الكونية
أناكسيماندر كتب أقدم نص نثري يصف الكون وأصل الحياة، لهذا فإنه يلقب عادة بأبي العلوم الكونية. ومؤسس علم الفلك. لكن بلوتارك يقول بأنه أظهر الأجرام السماوية ككائنات حية. يرى أناكسيماندر أن الأرض تطفو في مركز اللانهاية لا يدعمها شيء. وهي تبقى في المكان ذاته نظراً لحياديتها. هذه النظرية تتفوق على نظرية طاليس، الذي ادّعى أن العالم يطفو فوق الماء. هكذا فإنه لا يفسر ما الذي يحتوي الماء ؟، لكن أناكسيماندر بنظريته عن اللانهائي يقدم تفسيراً لما يحتوي كل هذا.
في الأصل حين انفصل الساخن عن البارد، ظهرت كرة من النار وأحاطت بالأرض ثم انقسمت لتكون بقية الكون. مشكّلة عجلات مفرغة ومملوءة بالنار، بثقوب في المركز مثل ثقوب الناي، هكذا فإن الشمس هي النار التي يمكن أن يراها المرء عبر ثقب بنفس حجم الأرض في أبعد عجلة نارية. هكذا فإن الكسوف ينشأ من انسداد هذا الثقب. قطر العجلة الشمسية هو 27 أو 28 أمثال قطر عجلة الأرض. وعجلة القمر 18 أمثال عجلة الأرض (والتي يعتقد أن نارها أقل). كما أن ثقب هذه العجلة يتغير شكله (مفسراً منازل القمر).
أناكسيماندر كان أول فلكي ينظر للشمس ككتلة هائلة. وكنتيجة، أول من يلاحظ كم هي بعيدة عن الأرض. وأول من يقدم نظاماً كونياً أجرامه السماوية تقع على مسافات مختلفة. وهكذا فأنه من المعتقد أنه كان أول من يفسر الفصول الأربعة بناء على حركة الأرض بالنسبة للأجسام الأخرى وكذلك الكسوف والخسوف.

## العوالم المتعددة
أناكسيماندر تكهّن بتعددية الأكوان. حيث افترض أن العوالم تظهر ثم تختفي لوقت من الزمن، وأن بعضها يولد في حين ينتهي الآخر، وأن هذه الحركة أبدية. خلاف أفلاطون وأرسطو الذين افترضا وجود عالم واحد فقط.

## أصل البشر
يقول أناكسيماندر أن الحيوانات خرجت من البحر منذ زمن بعيد. وأن الحيوانات الأولى ولدت داخل لحاء شوكي، وبتقدمها في السن فإن هذا اللحاء يجف ويتحطم، وبعد انقشاع الرطوبة القديمة، تكونت الأرض الجافة، ومن هنا ظهر البشر، حيث يقول بمزيد من التفصيل : أن البشر الأوائل عاشوا داخل حيوانات سمكية، وأن جفاف البسيطة ساعد هؤلاء البشر على الخروج والعيش مستقلين. حيث لم يستطع البشر في البداية التكيف مع ظروف ومناخ الأرض.

## اسهامات أخرى

### رسم الخرائط
يسود اعتقاد قديم أن أناكسيماندر هو أول من نشر خريطة للعالم. حيث رُسمت الخرائط قديماً في مصر،ليديا، الشرق الأوسط وبابل لبيان الطرق والمدن والحدود والمعالم الجيولوجية، لكن ابتكار أناكسيماندر يكمن في كونه رسم العالم كله. (أو ما كان معروفاً في ذلك الوقت بالنسبة للأغريق). قد تكون الأسباب وراء رسم خريطة كهذه هي تحسين طرق الملاحة بين مستعمرات ميليتوس والمستعمرات الأخرى حول البحر المتوسط والبحر الأسود، وربما استخدمها طاليس لاقناع المدن الأيونية بالانضمام إلى اتحاد يدرأ الخطر الميدي. وربما لمجرد أن تمثيل الكون بواسطة خريطة يعد انجازاً فلسفياً.
في هذه الخريطة قد تكون دلفي هي المركز، لكنها كذلك قد تكون أقرب إلى ميليتوس حسب اعتقادات هذا الزمان، وبحر إيجة بالقرب من مركز الخريطة تحيط به ثلاث قارات، يفصل بينهن البحر، أوروبا يحدها من الجنوب البحر المتوسط ويفصلها عن آسيا البحر الأسود، وبحيرة مايوتيس. ويجري النيل في الجنوب عبر المحيط ويفصل ليبيا (اسم المكان الذي يعرف الآن بقارة أفريقيا) عن آسيا.

### المزولة
اهتم أناكسيماندر بقياس الزمن وقدّم المزولة إلى العالم الإغريقي، وهي في ذلك الوقت عبارة عن قطب رأسي مثبت على قاعدة أفقية، ووضعية الظل على القاعدة تحدد الزمن، على أن اختراع المزولة لا يرجع إلى أناكسيماندر، وكذلك تقسيم اليوم إلى 12 جزء، والذي أتى من البابليين، ووفقاً لهيرودوت ،هم من علّم الإغريق فن قياس .

## التنبؤ بالزلازل
يسجّل سيسرو حادثة تنبّؤ أناكسيماندر بزلزال ضرب مدينة اسبرطة، حين أقنع الإسبارطيين بترك المدينة مع أسلحتهم بسبب زلزال وشيك، وهو ما حدث فعلاً، حيث انفصلت قمة جبل تايجتوس ودمّرت المدينة.

## روابط خارجية
- أناكسيماندر على موقع الموسوعة البريطانية (الإنجليزية)
- أناكسيماندر على موقع إن إن دي بي (الإنجليزية)